# Franz Joseph von Bülow
Franz Vollrath Carl Wilhelm Joseph von Bülow (Francoforte sul Meno, 11 settembre 1861 – Dresda, 18 ottobre 1915) è stato uno scrittore e attivista tedesco.
Franz Joseph apparteneva ad una vecchia famiglia nobile originaria del Granducato di Meclemburgo-Schwerin; suo padre, il barone Bernhard, era un alto funzionario del Regno di Prussia, mentre la madre, Paula von Bülow, nata von Linden, che per parte di madre apparteneva al ramo danese della famiglia ed era nipote di Frederik Rudbek Henrik von Bülow, generale del Regno di Danimarca e cavaliere dell'Ordine degli Elefanti; Franz Joseph era il sesto figlio dei nove figli della coppia.
Dopo aver studiato nei ginnasi di Schwerin e Waren Franz Joseph fu destinato alla carriera militare e studiò all'Accademia Militare di Plön e du Groß Lichterfelde; promosso tenente nel 1890, fu destinato alle truppe coloniali tedesche dell'Africa Tedesca del Sud-Ovest sotto la South West Africa Company e suo malgrado partecipò alla repressione della rivolta degli Herero, della quale conservò un ricordo atroce; tornato in Germania, lasciò l'esercito e nel 1898 sposò la contessa Kostanze Beust, nata von Goldacker, più anziana di lui di tre anni e già vedova.
Gravemente colpito dallo shock dei metodi usati dal generale Lothar von Trotha per stroncare la rivolta degli Herero, decise di denunciare quegli eccessi pubblicando un suo libro, Drei Jahre im Lande Hendrik Witboois, nel quale attaccava profondamente la società imperialista tedesca ed europea. Nei suoi possedimenti di Burg Calvörde, il castello di famiglia nello Anhalt, raccolse un forte gruppo di intellettuali sia favorevoli all'imperialismo che non, con i quali discusse i problemi della società tedesca; il circolo ebbe breve durata, e si sciolse nel 1902, un anno e mezzo dopo la sua fondazione. Di esso facevano parte Oswald von Richthofen, Otto von Moltke, Emil von Schoenaich-Carolath, Detlev von Liliencron, Alfred Polycarp von Hompesch e Siegfried von Roedern.
Nel 1897 aveva pubblicato una nuova opera, Schilderungen von Land und Leuten; amico di Magnus Hirschfeld, fece parte con Eduard Oberg e Max Spohr del Wissenschaftlich-humanitäres Komitee a Berlino; inoltre si batté per i diritti degli omosessuali, dei quali egli stesso faceva parte. Divenuto uno dei maggiori intellettuali omosessuali della Germania, si batté in difesa in Philipp zu Eulenburg e Kuno von Moltke (Scandalo Harden-Eulenburg); lasciata la Germania, visse a lungo a Venezia; tornato in patria dopo la dichiarazione di guerra dell'Italia agli Imperi centrali, morì a Dresda il 18 ottobre 1915.